# Chi Cá đàn lia gai
Chi Cá đàn lia gai (danh pháp khoa học: Synchiropus) là một chi cá trong họ Cá đàn lia, có phạm vi phân bố chủ yếu ở các vùng biển nhiệt đới thuộc Ấn Độ Dương - Thái Bình Dương. Một số loài cũng được tìm thấy ở Đại Tây Dương.

## Các loài
Có tất cả 44 loài được ghi nhận trong chi này, bao gồm:
- Synchiropus altivelis (Temminck & Schlegel, 1845) (Cá đàn lia gai xuôi)
- Synchiropus atrilabiatus Garman, 1899
- Synchiropus australis Nakabo & McKay, 1989
- Synchiropus bartelsi Fricke, 1981
- Synchiropus circularis Fricke, 1984
- Synchiropus claudiae Fricke, 1990
- Synchiropus corallinus (Gilbert, 1905)
- Synchiropus delandi Fowler, 1943
- Synchiropus goodenbeani (Nakabo & Hartel, 1999)
- Synchiropus grandoculis Fricke, 2000[3]
- Synchiropus grinnelli Fowler, 1941
- Synchiropus hawaiiensis Fricke, 2000[3]
- Synchiropus kanmuensis (Nakabo, Yamamoto & Chen, 1983)[4]
- Synchiropus kinmeiensis (Nakabo, Yamamoto & Chen, 1983)[4]
- Synchiropus kiyoae Fricke & Zaiser, 1983
- Synchiropus laddi Schultz, 1960
- Synchiropus lateralis (Richardson, 1844)
- Synchiropus lineolatus (Valenciennes, 1837)
- Synchiropus marmoratus (Peters, 1855)
- Synchiropus minutulus Fricke, 1981
- Synchiropus monacanthus Smith, 1935
- Synchiropus morrisoni Schultz, 1960
- Synchiropus moyeri Zaiser & Fricke, 1985
- Synchiropus novaecaledoniae Fricke, 1993
- Synchiropus novaehiberniensis Fricke, 2016[5]
- Synchiropus orientalis (Bloch & Schneider, 1801)
- Synchiropus orstom Fricke, 2000[3]
- Synchiropus phaeton (Günther, 1861)
- Synchiropus picturatus (Peters, 1877)
- Synchiropus postulus Smith, 1963
- Synchiropus rameus (McCulloch, 1926)
- Synchiropus randalli Clark & Fricke, 1985
- Synchiropus richeri Fricke, 2000[3]
- Synchiropus rosulentus Randall, 1999
- Synchiropus rubrovinctus (Gilbert, 1905)
- Synchiropus sechellensis Regan, 1908
- Synchiropus signipinnis Fricke, 2000[3]
- Synchiropus splendidus (Herre, 1927) (Cá trạng nguyên)
- Synchiropus springeri Fricke, 1983
- Synchiropus stellatus Smith, 1963
- Synchiropus sycorax Tea & Gill, 2016[6]
- Synchiropus tudorjonesi Allen & Erdmann, 2012[7]
- Synchiropus valdiviae (Trunov, 1981)
- Synchiropus zamboangana Seale, 1910